# Магура (Липљан)
Магура (алб. Magurë) је насеље у општини Липљан, Косово и Метохија, Република Србија.

## Становништво
| Демографија | Демографија | Демографија |
| Година      | Становника  | Становника  |
| ----------- | ----------- | ----------- |
| 1948.       | 260         |             |
| 1953.       | 631         |             |
| 1961.       | 1.144       |             |
| 1971.       | 1.903       |             |
| 1981.       | 2.304       |             |
| 1991.       | 2.670       |             |